# Karla
För andra betydelser, se Karla (olika betydelser).

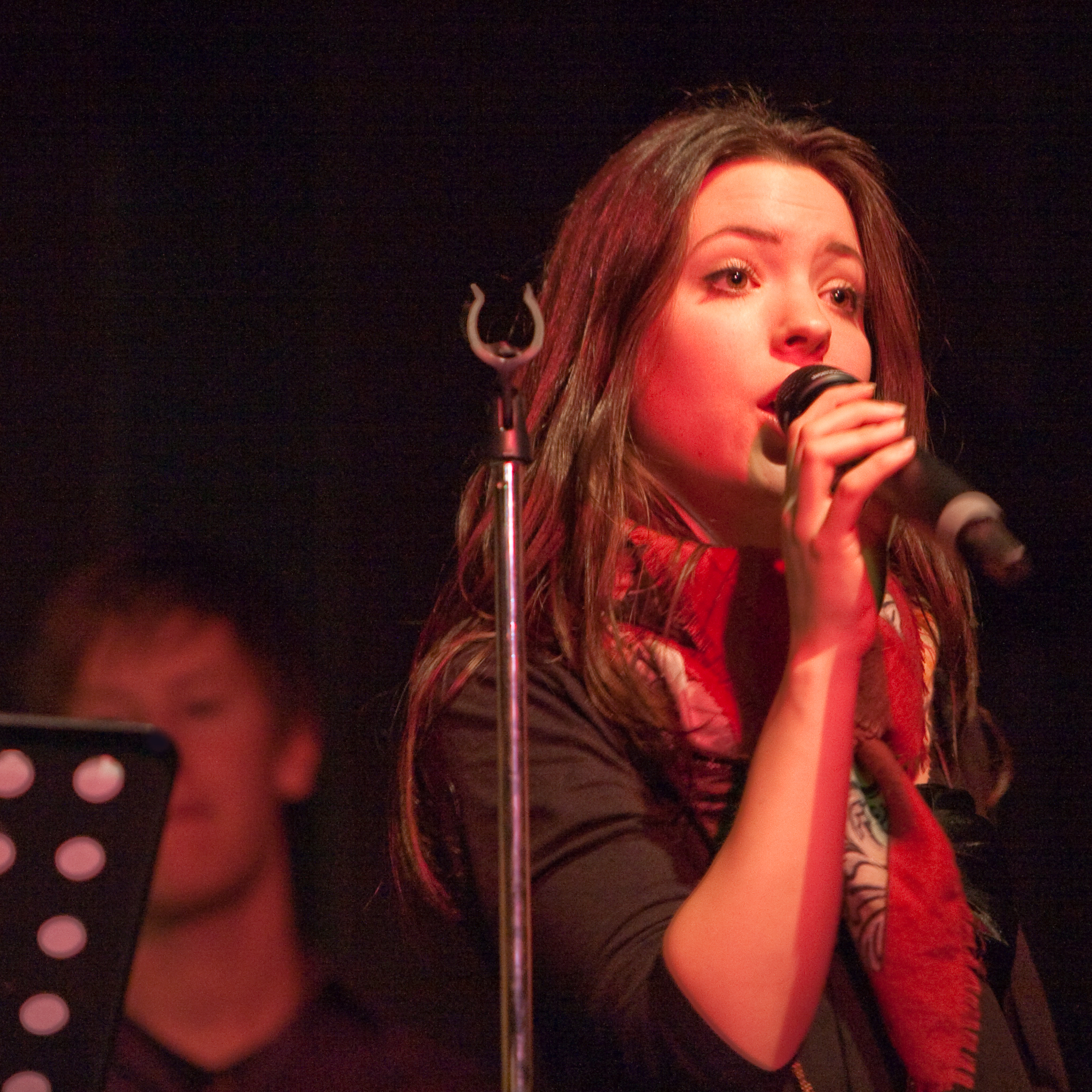
Carla Abrahamsen, 2010.

Karla eller Carla är ett kvinnonamn och feminin form av Karl som är av germanskt ursprung och betyder ’fri man’. Karla kan kanske därför sägas betyda ’fri kvinna’. Namnet har förekommit i Sverige sedan början av 1800-talet och stavades i början huvudsakligen med C. Numera har stavningen med K viss överhand och är också den som används i almanackan.
Karla hade en viss popularitet kring förra sekelskiftet, men är inte så vanligt nu för tiden. 31 december 2011 fanns det totalt 2 382 personer (9 män) i Sverige med namnet Karla eller Carla, varav 1 175 med det som tilltalsnamn (1 man). År 2003 fick 10 flickor namnet, varav 4 fick det som tilltalsnamn.
Namnsdag: 28 januari (sedan 1986). I den finlandssvenska namnsdagslängden har Carla namnsdag 28 januari sedan 2020.

## Personer med namnet Karla eller Carla
- Carla Abrahamsen, en svensk skådespelerska
- Carla Bruni, italiensk-fransk sångerska, låtskrivare och tidigare fotomodell. Hon är sedan den 2 februari 2008 gift med Frankrikes tidigare president Nicolas Sarkozy.
- Carla Capponi, italiensk kommunistisk motståndskämpe under andra världskriget
- Carla Del Ponte, en schweizisk diplomat och jurist, åklagare i krigsförbrytartribunalen för Jugoslavien i Haag
- Carla Eck, en svensk skådespelerska
- Carla Esparza, en amerikansk MMA-utövare
- Carla Gugino, en amerikansk skådespelerska
- Carla Jonsson, medlem i rockgruppen Eldkvarn och bror till bandkollegan Plura Jonsson
- Carla Sacramento, en portugisisk friidrottare
- Carla Thomas, en amerikansk soulsångare
- Karla Faye Tucker, blev 1998 den första kvinna som avrättats i Texas sedan 1800-talet.

## Fiktiva
- Carla Espinosa, en roll i TV-serien Scrubs